# 1971-es magyar asztalitenisz-bajnokság
Az 1971-es magyar asztalitenisz-bajnokság az ötvennegyedik magyar bajnokság volt. A bajnokságot február 12. és 14. között rendezték meg Budapesten, a Nemzeti Sportcsarnokban.

## Eredmények
| Versenyszám  | Arany                                                           | Arany | Ezüst                                                    | Ezüst | Bronz                                                         | Bronz |
| ------------ | --------------------------------------------------------------- | ----- | -------------------------------------------------------- | ----- | ------------------------------------------------------------- | ----- |
| Férfi egyéni | Beleznay Mátyás VM Közért                                       |       | Klampár Tibor Bp. Postás                                 |       | Jónyer István Bp. Spartacus                                   |       |
| Női egyéni   | Magos Judit Statisztika Petőfi SC                               |       | Molnár Anna Miskolci Építők MTE                          |       | Kisházi Beatrix Statisztika Petőfi SC                         |       |
| Férfi páros  | Klampár Tibor, Jónyer István Bp. Postás, Bp. Spartacus          |       | Rózsás Péter, Papp József BVSC, Bp. Spartacus            |       | Beleznay Mátyás, Tímár Ferenc VM Közért, Bp. Spartacus        |       |
| Női páros    | Magos Judit, Lotaller Henriette Statisztika Petőfi SC           |       | Molnár Anna, Brilla Éva Miskolci Építők MTE              |       | Hernádi Ágnes, Szendy Katalin 31. sz. Építők, Ferencvárosi TC |       |
| Vegyes páros | Jónyer István, Magos Judit Bp. Spartacus, Statisztika Petőfi SC |       | Beleznay Mátyás, Hernádi Ágnes VM Közért, 31. sz. Építők |       | Börzsei János, Kisházi Beatrix BVSC, Statisztika Petőfi SC    |       |